# Cantó de Bèlcaire

El cantó de Bèlcaire a l'Aude

El cantó de Bèlcaire és un cantó francès del departament de l'Aude, a la regió d'Occitània. Està inclòs al districte de Limós, té 17 municipis i el cap cantonal és Bèlcaire.

## Municipi
- Aunat
- Bèlcaire
- Bèlfort de Rebentin
- Belvis
- Campanha de Saut
- Camurac
- Comuns
- Espesèlh
- La Fajòla
- Fontanes
- Galinagas
- Jocon
- Masubi
- Merial
- Niòrt de Saut
- Redoma
- Ròcafuèlh